# Abigail Byrne
Abigail Byrne (* 19. April 1992) ist eine englische Fußballschiedsrichterin.
Byrne wurde 2015 in die Elite-Kategorie der englischen Schiedsrichterinnen befördert und ist seit 2016 in der FA Women’s Super League im Einsatz; zusätzlich auch in der zweiten Frauen-Liga.
Seit 2019 steht sie auf der Liste der FIFA-Schiedsrichter und leitet internationale Fußballpartien. Sie gehört zur Gruppe der First-Category-Schiedsrichterinnen der UEFA.
Am 4. Mai 2019 leitete Byrne das Finale des FA Women’s Cup 2019 zwischen Manchester City W.F.C. und West Ham United F. C. Women (3:0).
Bei der U-19-Europameisterschaft 2023 in Belgien pfiff Byrne zwei Gruppenspiele und das anschließende Playoff-Spiel um Platz fünf. 
Zudem leitete bzw. leitet Byrne Spiele in der Women’s Nations League, in der Qualifikation zur Women’s Champions League, in der Qualifikation für die Europameisterschaft 2022 in England sowie Freundschaftsspiele.
Am 11. Juni 2023 leitete Byrne das Wohltätigkeitsspiel Soccer Aid 2023, bei dem Geld für UNICEF gesammelt wird. Zum ersten Mal war ein rein weibliches Schiedsrichterteam im Einsatz.